# Begonia hayatae
Espèce
Synonymes
- Begonia aptera Hayata[1]

Begonia hayatae est une espèce de plantes de la famille des Begoniaceae.
L'espèce fait partie de la section Sphenanthera.
Elle a été décrite en 1919 par François Gagnepain (1866-1952).

## Répartition géographique
Cette espèce est originaire du pays suivant : Taïwan.